# Liste des chapitres de Terra Formars
Cet article est un complément de l'article sur le manga Terra Formars. Il contient la liste des volumes du manga parus en presse à partir du tome 1, avec les chapitres qu’ils contiennent.

## Volumes reliés

### Tomes 1 à 10
| no | Japonais         | Japonais          | Français          | Français          |
| no | Date de sortie   | ISBN              | Date de sortie    | ISBN              |
| --- | ---------------- | ----------------- | ----------------- | ----------------- |
| 1 | 19 avril 2012    | 978-4-08-879270-5 | 1er février 2013  | 978-2-82030-615-9 |
| Liste des chapitres : - 1st mission : Rencontre avec le connu - 2d mission : Les mutants - 3rd mission : L'empire contre-attaque - 4th mission : Prédateurs - 5th mission : Invincibles - 6th mission : Le tombeau des insectes Les digressions scientifiques sont, dans l'ordre des chapitres, le coléoptère bombardier, la fourmi Paraponera, le Staphylinidé, Pachyrhynchus, le Criquet pèlerin, le frelon géant d'Asie, Polypedilum vanderplanki et la guêpe parasite Ampulex compressa.                                               |                  |                   |                   |                   |
| 2 | 17 août 2012     | 978-4-08-879396-2 | 15 mai 2013       | 978-2-82030-680-7 |
| Liste des chapitres : - Episode 1 : Symptom - Episode 2 : Underdogs - Episode 3 : Friend - Episode 4 : Virus - Episode 5 : Will - Episode 6 : Departure - Episode 7 : Encounter - Episode 8 : Bad Again |                  |                   |                   |                   |
| 3 | 19 novembre 2012 | 978-4-08-879459-4 | 21 août 2013      | 978-2-82030-741-5 |
| Liste des chapitres : - Episode 9 : Maneuver - Episode 10 : Officer - Episode 11 : To Mars - Episode 12 : Secret - Episode 13 : Open Fire - Episode 14 : An Operation - Episode 15 : War - Episode 16 : Anima - Episode 17 : One Punch Maiden - Episode 18 : Exceptional 2 - Episode 19 : String Les digressions scientifiques sont, dans l'ordre des chapitres, Heteropoda venatoria et Camponotus saundersi. |                  |                   |                   |                   |
| 4 | 19 février 2013  | 978-4-08-879523-2 | 1er novembre 2013 | 978-2-82031-543-4 |
| Liste des chapitres : - Episode 20 : The Prince of Oni - Episode 21 : Black Beetle - Episode 22 : 2 Minutes - Episode 23 : Shining - Episode 24 : Wizard - Episode 25 : Carapace - Episode 26 : Crab - Episode 27 : Evil Plant - Episode 28 : Demon's Night - Episode 29 : Stormy Radar - Episode 30 : Der Zitteraal Les digressions scientifiques sont, dans l'ordre des chapitres, l'eumeta japonica, le dytique, la datura stramoine (plante toxique) et l'anguille électrique.                                                         |                  |                   |                   |                   |
| 5 | 17 mai 2013      | 978-4-08-879561-4 | 12 février 2014   | 978-2-82031-578-6 |
| Liste des chapitres : - Episode 31 : Mortal Evils - Episode 32 : Too Sad To Die - Episode 33 : Thunder Storm - Episode 34 : Holy Blood - Episode 35 : Desire - Episode 36 : Great Devotion - Episode 37 : End of the Head - Episode 38 : Dear Heart - Episode 39 : Die Hard - Episode 40 : On the Cloud - Episode 41 : Jet ! Les digressions scientifiques sont, dans l'ordre des chapitres, le Sia ferox (en) (insecte géant, Stenopelmatidae d'Indonésie) et le martinet épineux (en vol battu, c'est l'oiseau le plus rapide du monde). |                  |                   |                   |                   |
| 6 | 19 août 2013     | 978-4-08-879630-7 | 21 mai 2014       | 978-2-82031-598-4 |
| Liste des chapitres : - Episode 42 : Working Man - Episode 43 : Blue Eyes - Episode 44 : Boxer - Episode 45 : Yellow Jacket Arms Bug - Episode 46 : Dragon Flame - Episode 47 : Shooting Star - Episode 48 : Pitchers - Episode 49 : 2d Generation - Episode 50 : Evolution Crisis - Episode 51 : Unnatural Born Fighter - Episode 52 : Jaguars Les digressions scientifiques sont, dans l'ordre des chapitres, la squille mante, pachyrrhynchus infernalis, la harpie féroce, le lucane Phalacrognathus muelleri, la taupe-grillon.       |                  |                   |                   |                   |
| 7 | 19 novembre 2013 | 978-4-08-879684-0 | 20 août 2014      | 978-2-82031-762-9 |
| Liste des chapitres : - Episode 53 : Master - Episode 54 : Bear - Episode 55 : End of the Brain - Episode 56 : A Plan - Episode 57 : Mine - Episode 58 : Century of Raising Arms - Episode 59 : VS. Weapon - Episode 60 : The Life From Devilish - Episode 61 : Friend Here - Episode 62 : Ratsbane - Episode 63 : Out Of Les digressions scientifiques sont la pieuvre à anneaux bleus. |                  |                   |                   |                   |
| 8 | 19 février 2014  | 978-4-08-879754-0 | 29 octobre 2014   | 978-2-82031-887-9 |
| Liste des chapitres : - Episode 64 : Mars, Day at 19 Apr. - Episode 65 : Fable Combat - Episode 66 : Rock ! - Episode 67 : Death Land - Episode 68 : Region - Episode 69 : Shift to Annex - Episode 70 : Deadly Active - Episode 71 : Bio Hazard - Episode 72 : Man on a Mission - Episode 73 : I Love You - Episode 74 : Weary Widow Marches Les digressions scientifiques sont Anotogaster sieboldii (oniyanma). |                  |                   |                   |                   |
| 9 | 19 mai 2014      | 978-4-08-879796-0 | 4 février 2015    | 978-2-82032-713-0 |
| Liste des chapitres : - Episode 75 : "Arms" and the Human - Episode 76 : Ants - Episode 77 : The House of Wolves - Episode 78 : The Fullmetal Alchemist - Episode 79 : Strategy and Tactics - Episode 80 : Father - Episode 81 : Daddy - Episode 82 : This is How is Despair - Episode 83 : Back to Normal - Episode 84 : Happy Birthday - Episode 85 : Web of Bend |                  |                   |                   |                   |
| 10 | 20 août 2014     | 978-4-08-879888-2 | 13 mai 2015       | 978-2-82032-014-8 |
| Extra : La version japonaise est sortie en édition limitée contenant le premier OAD adaptant la mission Bugs 2.Liste des chapitres : - Episode 86 : Power of Cross - Episode 87 : Touch and "G" ! - Episode 88 : Mighty Heart - Episode 89 : Sweetheart Here - Episode 90 : The Factors - Episode 91 : The Foremost - Episode 92 : The Front of Un-armament - Episode 93 : The Cluster - Episode 94 : Run to Hell - Episode 95 : Box in the Box - Episode 96 : To the End                                                                  |                  |                   |                   |                   |

### Tomes 11 à 20
| no | Japonais         | Japonais          | Français        | Français          |
| no | Date de sortie   | ISBN              | Date de sortie  | ISBN              |
| --- | ---------------- | ----------------- | --------------- | ----------------- |
| 11 | 19 novembre 2014 | 978-4-08-890042-1 | 26 août 2015    | 978-2-82032-167-1 |
| Extra : La version japonaise est sortie en édition limitée contenant le second OAD adaptant la mission Bugs 2.Liste des chapitres : - Episode 97 : Elements - Episode 98 : The Shell - Episode 99 : Secret Object - Episode 100 : Crimson Red - Episode 101 : Silence or Violence - Episode 102 : Devoted Life Work - Episode 103 : Footstep of the Night - Episode 104 : The Most Fearless Animal - Episode 105 : SQ Penetration - Episode 106 : HMP - Episode 107 : Message |                  |                   |                 |                   |
| 12 | 19 février 2015  | 978-4-08-890118-3 | 4 novembre 2015 | 978-2-82032-221-0 |
| Liste des chapitres : - Episode 108 : The 12 Seconds - Episode 109 : Meteor Dart - Episode 110 : The Maximum of the Wild - Episode 111 : XDay-1 - Episode 112 : Revolution Has Come - Episode 113 : From Hell With Love - Episode 114 : Prey for Me - Episode 115 : Too First to Die - Episode 116 : The Holy Land - Episode 117 : Famous Last Words - Episode 118 : Where Is Your Heart                                                                                      |                  |                   |                 |                   |
| 13 | 19 mai 2015      | 978-4-08-890154-1 | 17 février 2016 | 978-2-82032-308-8 |
| Liste des chapitres : - Episode 119 : The Sharpest Live - Episode 120 : Regeneración - Episode 121 : Planaria - Episode 122 : Line of Life - Episode 123 : Chaser - Episode 124 : Krabi Krabong - Episode 125 : Another One Bites The Dust - Episode 126 : Too Empty to Live, To Young to Kill - Episode 127 : Boerte Chinua - Episode 128 : The Selfsh Gene - Episode 129 : Terra for Mars                                                                                   |                  |                   |                 |                   |
| 14 | 19 août 2015     | 978-4-08-890245-6 | 4 mai 2016      | 978-2-82032-451-1 |
| Liste des chapitres : - Episode 130 : Haters Again - Episode 131 : Hell Yeah ! - Episode 132 : Marching out of Pagans - Episode 133 : Kiss - Episode 134 : So Long and Good Night - Episode 135 : All of You in my Memory Is Still Shining in my Heart - Episode 136 : The Northern War God - Episode 137 : Hero - Episode 138 : Falling of Hydra - Episode 139 : The Glow of Sunset - Episode 140 : TDrop-Dead Sprinters                                                     |                  |                   |                 |                   |
| 15 | 19 novembre 2015 | 978-4-08-890285-2 | 17 août 2016    | 978-2-82032-490-0 |
| Liste des chapitres : - Episode 141 : Plan α - Episode 142 : Fighting Man - Episode 143 : Gonna Fly Now - Episode 144 : Perepelkina - Episode 145 : Avatar of Might - Episode 146 : Carnaval - Episode 147 : The Crest - Episode 148 : Humane Society - Episode 149 : Call out my Name - Episode 150 : Breaking Point - Episode 151 : A Star of Nexus |                  |                   |                 |                   |
| 16 | 18 mars 2016     | 978-4-08-890375-0 | 3 novembre 2016 | 978-2-82032-528-0 |
| Liste des chapitres : - Episode 152 : The Guardian Rangers - Episode 153 : The Outsider - Episode 154 : Silent Jealousy - Episode 155 : An Ordinary Abnormality - Episode 156 : Electro Heart - Episode 157 : Razor Blade - Episode 158 : The Right Sinner - Episode 159 : Love and Curse - Episode 160 : Aphrodite - Episode 161 : By Name - Episode 162 : Start of the Youth                                                                                                |                  |                   |                 |                   |
| 17 | 19 avril 2016    | 978-4-08-890398-9 | 15 février 2017 | 978-2-82032-807-6 |
| Liste des chapitres : - Episode 163 : The grudge and testament - Episode 164 : 2583 world's end - Episode 165 : Rain - Episode 166 : Amaranth - Episode 167 : You know what they do to guys like us in prison - Episode 168 : The cosmopolitans - Episode 169 : The next - Episode 170 : The tree of life - Episode 171 : Planet The savageness - Episode 172 : The jar of sorcery - Episode 173 : Winner bugs                                                                |                  |                   |                 |                   |
| 18 | 19 août 2016     | 978-4-08-890483-2 | 17 mai 2017     | 978-2-82032-846-5 |
| Liste des chapitres : - # 1 : Welcome to the New World - # 2 : Into the chaos - # 3 : Dark side of Earth - # 4 : Fighter's line - # 5 : The corporate warrior - # 6 : Born to be guardien - # 7 : An innovation - # 8 : X soldier - # 9 : Japan ranking - # 10 : Tower of gray technology - # 11 : The will of Terra |                  |                   |                 |                   |
| 19 | 18 novembre 2016 | 978-4-08-890521-1 | 23 août 2017    | 978-2-82032-891-5 |
| Liste des chapitres : - # 12 : - # 13 : - # 14 : - # 15 : - # 16 : - # 17 : - # 18 : - # 19 : - # 20 : - # 21 : - # 22 : |                  |                   |                 |                   |
| 20 | 17 février 2017  | 978-4-08-890587-7 | 8 novembre 2017 | 978-2-82032-928-8 |
| Liste des chapitres : - # 23 : An enormous ineffectiveness - # 24 : Silent parades - # 25 : Annex project - # 26 : The fortunate peasant - # 27 : Kami-kaze - # 28 : Doomsday - # 29 : I don't love you - # 30 : The battle master - # 31 : The lightning - # 32 : The obligated for making sure cosmos - # 33 : The world war |                  |                   |                 |                   |

### Tomes 21 à aujourd'hui
| no | Japonais         | Japonais          | Français         | Français          |
| no | Date de sortie   | ISBN              | Date de sortie   | ISBN              |
| --- | ---------------- | ----------------- | ---------------- | ----------------- |
| 21 | 17 août 2018     | 978-4-08-890637-9 | 28 novembre 2018 | 978-2-82033-199-1 |
| Extra : La version japonaise est sortie en édition limitée contenant le premier OAD adaptant la mission sur Terre.Liste des chapitres : - # 34 : The ancient frontier spirit - # 35 : The cursed sword - # 36 : Illness - # 37 : The great young of Kami's stock - # 38 : Soft and hard - # 39 : An outside astrology - # 40 : The end of the century - # 41 : Prologue of epilogue - # 42 : Le grand Roy d'Angolmois |                  |                   |                  |                   |
| 22 | 19 novembre 2018 | 978-4-08-891165-6 | 20 février 2019  | 978-2-82033-230-1 |
| Extra : La version japonaise est sortie en édition limitée contenant le second OAD adaptant la mission sur Terre.Liste des chapitres : - # 43 : Not word but wall - # 44 : The black mass all standing - # 45 : Body and soul - # 46 : Clains - # 47 : The market - # 48 : The proprietor - # 49 : The 2621:3281:623rd years - # 50 : Stolen face - # 51 : Existences - # 52 : Love me, love you - # 53 : Still alive |                  |                   |                  |                   |
| 23 | 18 juillet 2024  | 978-4-08-891203-5 |                  |                   |
| Liste des chapitres : - # 54 : Symptom the spice of life - # 55 : The paradigm shift - # 56 : Light after fire - # 57 : Live and vital - # 58 : Theory of everthing - # 59 : Blue for red - # 60 : Phenomenon - # 61 : Babies in their nightmare - # 62 : A sustainable abnormality |                  |                   |                  |                   |

## Séries dérivées

### Terra for Police
| no | Japonais         | Japonais          |
| no | Date de sortie   | ISBN              |
| -- | ---------------- | ----------------- |
| 1  | 19 novembre 2014 | 978-4-08-890075-9 |

### Terra Formars wa Oyasumi Desu.
| no | Japonais         | Japonais          |
| no | Date de sortie   | ISBN              |
| -- | ---------------- | ----------------- |
| 1  | 19 novembre 2014 | 978-4-08-890020-9 |
| 2  | 19 mai 2015      | 978-4-08-890201-2 |
| 3  | 19 août 2015     | 978-4-08-890242-5 |

### Oshiete! Michelle Kyōkan
| no | Japonais         | Japonais          |
| no | Date de sortie   | ISBN              |
| -- | ---------------- | ----------------- |
| 1  | 19 novembre 2014 | 978-4-08-890050-6 |

### Terra Formars Gaiden Rain Hard
| no | Japonais        | Japonais          | Français       | Français          |
| no | Date de sortie  | ISBN              | Date de sortie | ISBN              |
| -- | --------------- | ----------------- | -------------- | ----------------- |
| 1  | 19 février 2015 | 978-4-08-890123-7 | 4 mai 2016     | 978-2-82032-452-8 |

### Terra Formars Asimov
| no | Japonais       | Japonais          | Français       | Français          |
| no | Date de sortie | ISBN              | Date de sortie | ISBN              |
| -- | -------------- | ----------------- | -------------- | ----------------- |
| 1  | 18 mars 2016   | 978-4-08-890382-8 | 17 mai 2017    | 978-2-82032-847-2 |
| 2  | 19 août 2016   | 978-4-08-890488-7 | 5 juillet 2017 | 978-2-82032-875-5 |